# V型6気筒

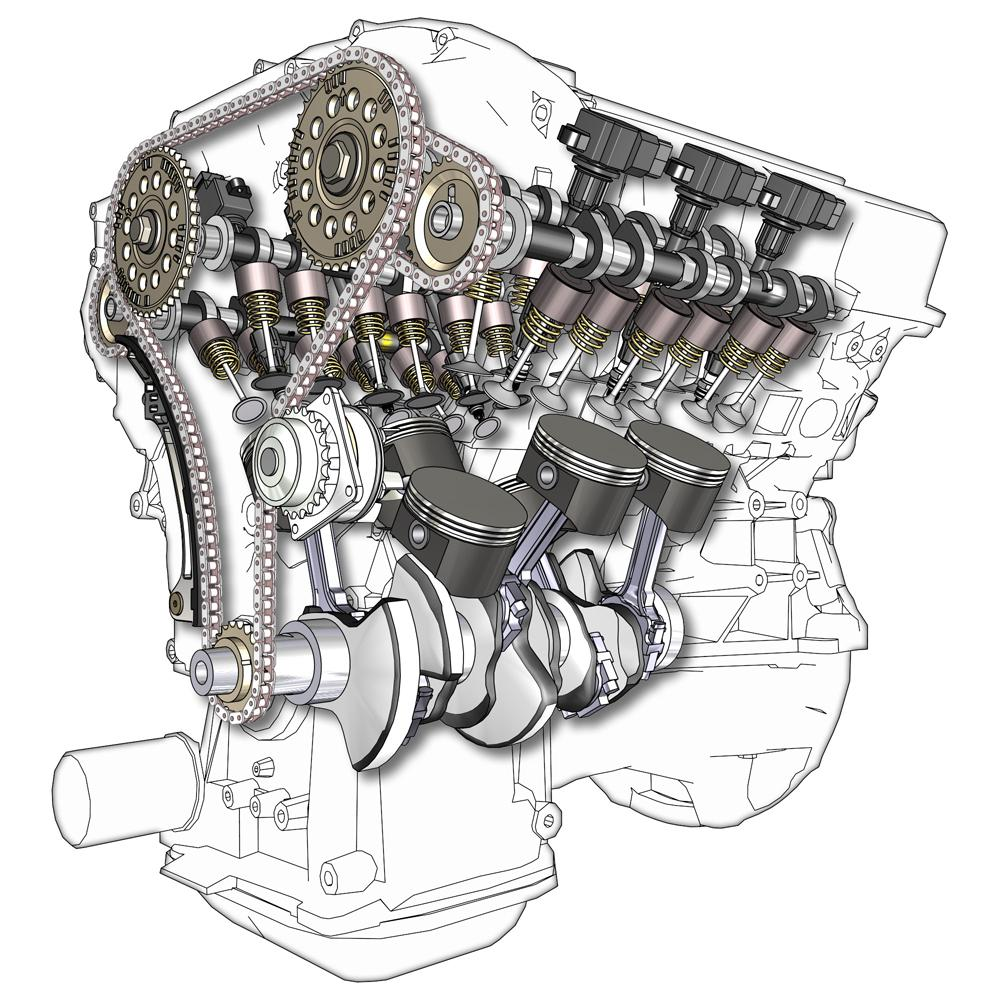
DOHCを備えたV型6気筒エンジンの断面図

V型6気筒（ブイがたろっきとう、V6）はレシプロエンジンなどのシリンダー配列形式の1つで、6本のシリンダーを3本ずつ左右交互に、1本のクランクシャフトに対してV字型に配置した形式をいう。直列4気筒に次いで広く自動車用エンジンに用いられている。ここでは主にピストン式内燃機関のそれについて記す。

## 概要
6気筒以上のシリンダーを持つ「多気筒エンジン」の場合、直列にシリンダーを並べると、どうしてもエンジン単体の全長が長くなり、車体への搭載方法や重量配分などに制約を受けてしまう場合が多かった。そのため直列型に比べ幅は広くなってしまうものの、V型化して全長を約半分につめた6気筒エンジンがこの形式である。直6と比較すると車体へ搭載する際の自由度が高くなる反面、振動やフィーリングの質感ではやや不利とされる。
直6では年々厳しくなる衝突安全基準をクリアするのが難しくなってきた1990年代以降増加し、現在では中・大型の高級乗用車やスポーツカーなどに多く採用される。縦置きのFR及び4WDが多いが、横置きのFF車も存在する。
市販車に搭載された最小のV型6気筒エンジンは、三菱・ランサー、および三菱・ミラージュセダンの各1.6Lモデル（6A10）である。

## 歴史
自動車用エンジンとして採用されたものは他の形式のエンジンと比較して比較的新しく、1950年のランチア・アウレリアが最初であるといわれる。バンク角（「V」の間の角度）は60°であった。
V6エンジンの採用が広まったのはオイルショック後のアメリカ車のダウンサイジングにともなってであった。それらはV型8気筒（以下V8）エンジンを元に設計されており、バンク角は90°であった。燃焼間隔も不等間隔であった。
プジョー・ルノー・ボルボ共同開発のPRVエンジンも、諸事情によりお蔵入りとなったV8を設計変更した90°バンクのV6で、当初は不等間隔燃焼であったが途中で位相クランクピンに改良され、等間隔に改められた。
日本車（乗用車）への初搭載は1983年、日産・セドリック/グロリア（Y30型）のVG型。以降トヨタ・クラウンや日産・スカイラインなどのように、直列6気筒を採用し続けてきた車種も、モデルチェンジを機にV型に切り替える例が相次ぎ、2000年代に入る頃には完全に直列に取って代わっていた。
同FF車への初搭載は1984年、2代目日産・マキシマ（PU11型）のVG型で、以降もホンダ・レジェンドやトヨタ・カムリなどにも採用された。
21世紀ではダウンサイジングコンセプトや電動化の流れにより千万円級のスポーツカーでも採用例が増えており、フェラーリ・296GTBやリバイバルしたフォード・GT（2代目）が伝統的のV8ではなくV6ターボを採用したのはその象徴的な事例である。しかし逆にV6の領域を直列4気筒でカバーするケースも増えており、中価格帯でV6はほとんど見られなくなった。2023年現在、V6エンジンの乗用車を国内販売している国産メーカーはトヨタと日産だけになっている。
また直列6気筒が衝突安全基準をクリアできるようになるとそのメリットが見直され、以前に比べるとV型の優位性は少なくなってきている。
商用車では1960年代に三菱ふそうが6DC2型エンジンを採用し、路線バス向け高出力車のB800シリーズに搭載された実例がある。しかしこれはレアケースであり、基本的にトラック・バスのダウンサイジングは直列6気筒によってなされている。

## V6エンジンのバンク角

エンジンシミュレーターで表現された典型的なDOHC V6エンジン

4ストロークエンジンでは2回転 (720°) で1サイクルのため、バンク角を720°の6等分である120°にすると、向かい合うシリンダーでクランクピンを共有でき、等間隔燃焼でエンジン全長を短くすることが可能である。しかし、実際には120°クランクピン共有を採用するとエンジンの幅が広くなるため、パッケージ面ではネックとなる場合がある。
それを払拭するため、その半分である60°を採用してクランクピンを60°オフセットさせることで燃焼間隔を等間隔にする事例もある。但し、60°だとバンクが狭すぎて吸排気の取り回しがし辛いという欠点がある。ディーノ206GTに搭載されたディーノV6エンジンが65°と言う変則的なバンク角なのは、この欠点の対策が理由とされる。
一方90°は、両バンク間の吸気系も含め車載時の全高が低く抑えられることや、不等間隔燃焼ながらも振動を相殺しつつエンジン全長を短くできること、V8エンジンとの生産設備共用化のメリットがあることから用いられることが多い。そのため、V8エンジンも投入しているメーカーでは効率面から90°バンクが主流となっている。
また、他のV型エンジンとの共用を考慮に入れる必要性がない場合、それ以外のバンク角も用いられることがあり、60°より狭いバンク角はエンジンのコンパクト化のために用いられる。著名な例としてフォルクスワーゲン・VR6型エンジンがあるが、このエンジンは吸排気面ではV6というより直6を互い違いにした形となっている。
V6ではその片側バンクに相当する直列3気筒と同様に、1次・2次振動は共にバランスするがエンジン全体を揺り動かす偶力振動が発生する。バンク角120°及び60°ではこの運動が真円であるために、バランスウェイトを追加することによってキャンセルすることができるが、他のバンク角では楕円になるためにバランスウェイトを追加しても完全にキャンセルすることはできない。そのため、90°バンク等ではバランスシャフトが用いられることがある。
- 10.6°：フォルクスワーゲン (ゴルフなど)
- 54°：GMグループ (オペルなど)
- 55°：スズキの船外機
- 60°：GMグループ (ポンティアック・フィエロなど)、マツダ (ランティス、MX-6、クロノスなど) トヨタ、日産、ホンダ
- 65°：ディーノ・206/246
- 72°：メルセデス・ベンツ・OM642エンジン
- 75°：ホンダ・NSX、いすゞ・ビークロス、いすゞ・ビッグホーン、いすゞ・ミュー、いすゞ・ウィザード、アキュラ・SLX、オペル・カリブラ（ITC1996年仕様車）
- 90°：ホンダ (NSXなど)、アウディ（A4、A5、A6、A7、A8、Q5、Q7、Q8）、ポルシェ（カイエン、パナメーラ、マカン）、メルセデス・ベンツ・M272エンジン、マセラティ・MC20
- 120°：フェラーリ・ディーノ156、アウディ・R18、マクラーレン・アルトゥーラ、フェラーリ・296GTB、フェラーリ・F80、フェラーリ・499P

## モータースポーツでのV6エンジン

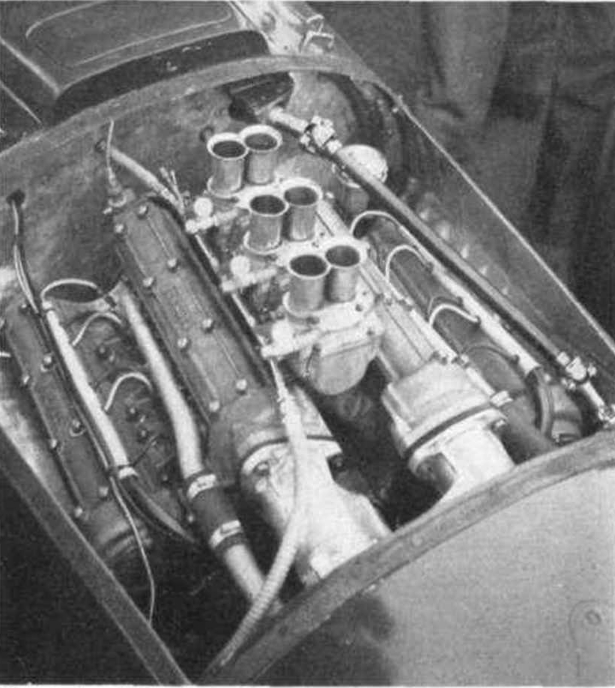
フェラーリ・156F1に搭載されたDinoエンジン

V6はV8と並び古くからモータースポーツで採用されていたが、1990年～2000年代くらいまでフォーミュラ・プロトタイプレーシングカーともにV8・V10・V12が主流で、V6はやや不遇といえる時代があった。
しかし2010年代以降環境意識の高まりによるダウンサイジングコンセプトの流行から、従来までV8自然吸気エンジンを採用していたF1、F2、インディカーといったビッグカテゴリがV6ターボへと転換している。またスーパーカーレース（グループGT3やLM-GTE）の世界でも、ベース車両がV6ターボを搭載する例が増えたため一気に存在感を増している。
WRC（世界ラリー選手権）ではランチア・ストラトスがミッドシップにV6エンジンを搭載し、選手権を3連覇したことで知られる。

### F1におけるV6エンジンの歴史

#### 黎明期
前述のように自動車用エンジンとしてV6が登場した時期は1950年であり、モータースポーツでも同年以降からV6が見られるようになった。当時ランチアと同じイタリアのフェラーリがF1用エンジンとしてV6を採用している。当初フォーミュラ2用に排気量1.5Lの156（15は排気量1.5Lを意味し、6は気筒数が6を意味する）として開発され、排気量を2.4Lまで拡大し246としてフォーミュラ1に用いられた。バンク角65°が最大の特徴で、燃焼間隔の面でベターである60°としなかったのはキャブレター等の吸気系統をバンク内に収めるためであった。
1961年からレギュレーション変更によりF1用エンジンの排気量は1.5Lとなり、フェラーリ初のミッドシップマシンであるフェラーリ・156F1の為にエンジンを新規開発したが、これもV6エンジンであった。バンク角は120°となり、これにより左右の気筒でクランクピンを共有化した上で等間隔燃焼をすることができた。また、バンク角を大きくすることにより低重心化にも貢献した。もっとも、その後のパワー競争によりフェラーリは1964年からV8エンジンを搭載したフェラーリ・158F1に移行。バックアップ要員として同年も使われた156F1は、ロレンツォ・バンディーニの手によりオーストリアGPで優勝し現役最終年の有終の美を飾った。

#### 1.5リッターターボ時代のV6エンジン
自然吸気エンジンの排気量が3L、過給機付きエンジンが1.5Lのレギュレーション下で初めてターボチャージャーで過給したエンジンをF1グランプリに登場させた車種は、1977年にF1初参戦を果たしたルノーが投入したルノー・RS01に搭載されたルノー・ゴルディーニEF1で、バンク角が90°のV6エンジンであった。登場当初はエンジンブロー等のトラブルに泣かされ「イエロー・ティーポット」と揶揄されたものの、1979年に初めて優勝しF1でのターボ過給の有効性を示した。
以後、フェラーリなどの著名なエンジンメーカーがターボエンジンを開発し、V6以外にも直4（BMW・ハート等）やV8(アルファロメオ）のターボエンジンが現れたが、前者は燃費面・後者は複雑すぎることが災いしV6エンジン以外は淘汰され、1989年にターボエンジンが禁止されるまで燃料搭載量規制・過給圧規制とターボに対して規制が強化された中、生き残ったのはV型6気筒エンジンであった。

#### 2014年からのF1用V型6気筒直噴ターボエンジン
1989年のレギュレーション変更によるターボエンジン禁止以降、F1は排気量及び気筒数制限などの変更はあったものの2013年までNAエンジンだったが、2014年からV型6気筒1.6L直噴シングルターボエンジンを採用。ターボチャージャーを発電に使う一種のハイブリッドシステムとなっているのが、新型パワーユニットの最大の特徴となっている。